# Enallagma recurvatum
Enallagma recurvatum – gatunek ważki z rodziny łątkowatych (Coenagrionidae). Występuje na terenie Ameryki Północnej.